# Pine Valley (California)
Pine Valley es un lugar designado por el censo ubicado en el condado de San Diego en el estado estadounidense de California. En el año 2000 tenía una población de 1.501 habitantes y una densidad poblacional de 82 personas por km². 

## Geografía
Pine Valley se encuentra ubicado en las coordenadas 32°49′41″N 116°31′36″O / 32.82806, -116.52667. Según la Oficina del Censo, la ciudad tiene un área total de 18,3 km² (7,1 mi²), de la cual 18,3 km² (7,1 mi²) es tierra y 0 km² (0 mi²) 0.0% es agua.

## Demografía
Los ingresos medios por hogar en la localidad eran de $64,265, y los ingresos medios por familia eran $71,949. Los hombres tenían unos ingresos medios de $51,940 frente a los $34,583 para las mujeres. La renta per cápita para la localidad era de $24,945. Alrededor del 3.9% de la población estaban por debajo del umbral de pobreza.